# Great Falls Americans (WHL)
Great Falls Americans byl americký juniorský klub ledního hokeje, který sídlil v Great Falls ve státě Montana. V letech 1979–1980 působil v juniorské soutěži Western Hockey League. Zanikl v roce 1980 přestěhováním do Spokane, kde byl vytvořen tým Spokane Flyers. Své domácí zápasy odehrával v hale Four Seasons Arena s kapacitou 5 054 diváků.
Nejznámější hráči, kteří prošli týmem, byli např.: Dave Barr nebo Ken Daneyko.

## Přehled ligové účasti
Zdroj: 
- 1979–1980: Western Hockey League (Východní divize)